# Beppes världshus
Beppes världshus var en programserie från 1969 där Beppe Wolgers färdades i ett hus på upptäckt efter olika upplysningar runt världen. 
I programmet introducerades för första gången figurerna Ville, Valle och Viktor.